# Coupe du monde des clubs de la FIFA 2014
Navigation
Maroc 2013 Japon 2015
La Coupe du monde des clubs de la FIFA 2014 est la 11e édition de la Coupe du monde des clubs de la FIFA. Elle se tient du 10 au 20 décembre 2014, au Maroc pour la deuxième fois de son histoire. Le pays organisateur a été choisi en décembre 2011 par la Fédération internationale de football association (FIFA).
Les clubs champions continentaux des six confédérations continentales de football disputent le tournoi en compagnie du champion du pays organisateur.

## Candidatures
Quatre pays se sont portés candidats à l'organisation de cette compétition :
- Iran
- Maroc
- Afrique du Sud
- Émirats arabes unis

En octobre 2011, la FIFA annonce que le Maroc est le seul candidat restant pour l'organisation des éditions 2013 et 2014 et confirme l'attribution de ces deux compétitions le 17 décembre 2011.

## Clubs qualifiés
Les équipes participant à la compétition sont les vainqueurs des plus grandes compétitions inter-clubs de chaque confédération. Le vainqueur de la confédération océanienne doit quant à lui affronter le vainqueur du championnat du pays hôte.
| Club                     | Pays                    | Confédération           | Épreuve qualificative                        |
| Entrent en demi-finales  | Entrent en demi-finales | Entrent en demi-finales | Entrent en demi-finales                      |
| ------------------------ | ----------------------- | ----------------------- | -------------------------------------------- |
| Real Madrid CF           | Espagne                 | UEFA                    | Ligue des champions de l'UEFA 2013-2014      |
| CA San Lorenzo           | Argentine               | CONMEBOL                | Copa Libertadores 2014                       |
| Entrent au second tour   |                         |                         |                                              |
| Cruz Azul FC             | Mexique                 | CONCACAF                | Ligue des champions de la CONCACAF 2013-2014 |
| ES Sétif                 | Algérie                 | CAF                     | Ligue des champions de la CAF 2014           |
| Western Sydney Wanderers | Australie               | AFC                     | Ligue des champions de l'AFC 2014            |
| Entrent au premier tour  |                         |                         |                                              |
| Auckland City FC         | Nouvelle-Zélande        | OFC                     | Ligue des champions de l'OFC 2013-2014       |
| MA Tétouan               | Maroc                   | CAF                     | Botola Pro 2013-2014 (pays hôte)             |

## Organisation
| \| Marrakech Rabat \| Sites de la Coupe du monde des clubs 2014 |
| Marrakech Rabat                                                 |

| Marrakech Rabat |

| \| Marrakech Rabat \| Sites de la Coupe du monde des clubs 2014 |
| Marrakech Rabat                                                 |

| Marrakech Rabat |

| Premier tour           | 10 décembre    |
| Second tour            | 13 décembre    |
| Match pour la 5e place | 17 décembre    |
| Demi-finales           | 16-17 décembre |
| Match pour la 3e place | 20 décembre    |
| Finale                 | 20 décembre    |

| AFC - Benjamin Williams Assistants : - Matthew Cream - Paul Cetrangolo CONCACAF - Walter López Assistants : - Leonel Leal - Gerson López CONMEBOL - Enrique Osses Assistants : - Carlos Astroza - Sergio Román | CAF - Noumandiez Doué Assistants : - Songuifolo Yéo - Jean-Claude Birumushahu UEFA - Pedro Proença Assistants : - Bertino Miranda - Tiago Trigo |

## Tournoi
Les rencontres du tournoi se disputent selon les lois du jeu, qui sont les règles du football définies par l'International Football Association Board (IFAB).
En cas d'égalité à l'issue du temps réglementaire, une prolongation de 30 minutes est jouée et le cas échéant une séance de tirs au but. Pour les matchs de classement (troisième et cinquième places), il n'y a pas de prolongation, seule la séance de tirs au but est éventuellement jouée.

### Tableau
|  | 1er tour                 | 1er tour                 |                         |              | 2e tour             | 2e tour             |                 |                 | Demi-finales | Demi-finales |  |  | Finale                  | Finale                  |
|  | 10 décembre - Rabat      |                          |                         |              |                     |                     |                 |                 |              |              |  |  |                         |                         |
|  | Moghreb de Tétouan       | 0ap (3)                  |                         |              | 13 décembre - Rabat | 13 décembre - Rabat |                 |                 |              |              |  |  |                         |                         |
|  | Moghreb de Tétouan       | 0ap (3)                  |                         |              | 13 décembre - Rabat | 13 décembre - Rabat |                 |                 |              |              |  |  |                         |                         |
|  | Auckland City FC         | 0 tab(4)                 |                         |              | Auckland City FC    | 1                   |                 |                 |              |              |  |  |                         |                         |
|  | Auckland City FC         | 0 tab(4)                 | 17 décembre - Marrakech |              | Auckland City FC    | 1                   |                 |                 |              |              |  |  |                         |                         |
|  |                          |                          |                         |              | ES Sétif            | 0                   |                 |                 |              |              |  |  |                         |                         |
|  | Auckland City FC         | 1                        |                         |              | ES Sétif            | 0                   |                 |                 |              |              |  |  |                         |                         |
|  | Auckland City FC         | 1                        |                         |              |                     |                     |                 |                 |              |              |  |  |                         |                         |
|  |                          |                          | CA San Lorenzo          | 2 ap         |                     |                     |                 |                 |              |              |  |  |                         |                         |
|  |                          |                          | CA San Lorenzo          | 2 ap         |                     |                     |                 |                 |              |              |  |  |                         |                         |
|  |                          |                          | 20 décembre - Marrakech |              |                     |                     |                 |                 |              |              |  |  |                         |                         |
|  |                          |                          |                         |              |                     |                     |                 |                 |              |              |  |  |                         |                         |
|  | CA San Lorenzo           | 0                        |                         |              |                     |                     |                 |                 |              |              |  |  |                         |                         |
|  | CA San Lorenzo           | 0                        | 13 décembre - Rabat     |              |                     |                     |                 |                 |              |              |  |  |                         |                         |
|  |                          | Real Madrid CF           | 2                       |              |                     |                     |                 |                 |              |              |  |  |                         |                         |
|  |                          |                          | 2                       | Cruz Azul FC | 3 ap                |                     |                 |                 |              |              |  |  |                         |                         |
|  | 16 décembre - Rabat      |                          |                         | Cruz Azul FC | 3 ap                |                     |                 |                 |              |              |  |  |                         |                         |
|  |                          | Western Sydney Wanderers | 1                       |              |                     |                     |                 |                 |              |              |  |  |                         |                         |
|  | CD Cruz Azul             | Western Sydney Wanderers | 1                       | 0            |                     |                     |                 |                 |              |              |  |  |                         |                         |
|  | CD Cruz Azul             | Cinquième place          | Cinquième place         | 0            |                     |                     | Troisième place | Troisième place |              |              |  |  |                         |                         |
|  |                          | Cinquième place          | Cinquième place         |              | Real Madrid CF      | 4                   | Troisième place | Troisième place |              |              |  |  |                         |                         |
|  | ES Sétif                 | 2 tab(5)                 | Auckland City FC        | 1 tab(4)     | Real Madrid CF      | 4                   |                 |                 |              |              |  |  |                         |                         |
|  | ES Sétif                 | 2 tab(5)                 | Auckland City FC        | 1 tab(4)     |                     |                     |                 |                 |              |              |  |  |                         |                         |
|  | Western Sydney Wanderers | 2 (4)                    | Cruz Azul FC            | 1 (2)        |                     |                     |                 |                 |              |              |  |  |                         |                         |
|  | Western Sydney Wanderers | 2 (4)                    | Cruz Azul FC            | 1 (2)        |                     |                     |                 |                 |              |              |  |  |                         |                         |
|  | 17 décembre - Marrakech  | 17 décembre - Marrakech  |                         |              |                     |                     |                 |                 |              |              |  |  | 20 décembre - Marrakech | 20 décembre - Marrakech |

### Premier tour
| 10 décembre 2014 | MA Tétouan                                                                 | 0 - 0 (a.p.)      | Auckland City FC                                                             | Complexe sportif Moulay-Abdallah, Rabat       |                                               |
| 19 h 30 (UTC+0)  |                                                                            | (0 - 0)           |                                                                              | Spectateurs : 35 247 Arbitrage : Walter Lopez | Spectateurs : 35 247 Arbitrage : Walter Lopez |
| 19 h 30 (UTC+0)  | Rapport                                                                    |                   |                                                                              | Spectateurs : 35 247 Arbitrage : Walter Lopez | Spectateurs : 35 247 Arbitrage : Walter Lopez |
| 19 h 30 (UTC+0)  | Ahmed Jahouh · Zaid Krouch · Mourtada Fall · Zouhair Naïm · Mehdi Khallati | Tirs au but 3 - 4 | Tim Payne · John Irving · Darrent White · Mario Bilen (en) · Sanni Issa (es) | Spectateurs : 35 247 Arbitrage : Walter Lopez | Spectateurs : 35 247 Arbitrage : Walter Lopez |

### Second tour
| 13 décembre 2014 | ES Sétif | 0 - 1   | Auckland City FC | Complexe sportif Moulay-Abdallah, Rabat        |                                                |
| 16 h 00 (UTC+0)  |          | (0 - 0) | 52e John Irving  | Spectateurs : 22 153 Arbitrage : Pedro Proença | Spectateurs : 22 153 Arbitrage : Pedro Proença |
| 16 h 00 (UTC+0)  | Rapport  |         |                  | Spectateurs : 22 153 Arbitrage : Pedro Proença | Spectateurs : 22 153 Arbitrage : Pedro Proença |

| 13 décembre 2014 | Cruz Azul FC                                                                   | 3 - 1 (a.p.) | Western Sydney Wanderers | Complexe sportif Moulay-Abdallah, Rabat          |                                                  |
| 19 h 30 (UTC+0)  | Gerardo Torrado 89e (pen.) · Mariano Pavone 108e · Gerardo Torrado 118e (pen.) | (0 - 0)      | 65e Iacopo La Rocca      | Spectateurs : 22 153 Arbitrage : Noumandiez Doué | Spectateurs : 22 153 Arbitrage : Noumandiez Doué |
| 19 h 30 (UTC+0)  | Rapport                                                                        |              |                          | Spectateurs : 22 153 Arbitrage : Noumandiez Doué | Spectateurs : 22 153 Arbitrage : Noumandiez Doué |

### Match pour la cinquième place
| 17 décembre 2014 | ES Sétif | 2 - 2             | Western Sydney Wanderers | Stade de Marrakech, Marrakech                   |                                                 |
| 16 h 30 (UTC+0)  | Daniel Mullen (en) 50e (csc) · Abdelmalek Ziaya 57e                                                                                  | (0 - 1)           | 5e Vitor Saba (en) · 89e Romeo Castelen | Spectateurs : 18 458 Arbitrage : Norbert Hauata | Spectateurs : 18 458 Arbitrage : Norbert Hauata |
| 16 h 30 (UTC+0)  | Rapport |                   | | Spectateurs : 18 458 Arbitrage : Norbert Hauata | Spectateurs : 18 458 Arbitrage : Norbert Hauata |
| 16 h 30 (UTC+0)  | Akram Djahnit · Ahmed Gasmi · El Hedi Belameiri · Abdelmalek Ziaya · Farid Mellouli · Said Arroussi · Amine Megateli · Toufik Zerara | Tirs au but 5 - 4 | Vitor Saba (en) · Labinot Haliti (en) · Jason Trifiro (en) · Tomi Juric · Dean Bouzanis (en) · Daniel Mullen (en) · Alusine Fofanah (en) · Seyi Adeleke (en) | Spectateurs : 18 458 Arbitrage : Norbert Hauata | Spectateurs : 18 458 Arbitrage : Norbert Hauata |

### Demi-finales
| 16 décembre 2014 | Cruz Azul FC | 0 - 4   | Real Madrid CF                                                    | Stade de Marrakech, Marrakech                  |                                                |
| 19 h 30 (UTC+0)  |              | (0 - 2) | 15e Sergio Ramos · 36e Karim Benzema · 50e Gareth Bale · 72e Isco | Spectateurs : 34 862 Arbitrage : Enrique Osses | Spectateurs : 34 862 Arbitrage : Enrique Osses |
| 19 h 30 (UTC+0)  | Rapport      |         |                                                                   | Spectateurs : 34 862 Arbitrage : Enrique Osses | Spectateurs : 34 862 Arbitrage : Enrique Osses |

| 17 décembre 2014 | CA San Lorenzo                              | 2 - 1 (a.p.) | Auckland City FC        | Stade de Marrakech, Marrakech                      |                                                    |
| 19 h 30 (UTC+0)  | Pablo Barrientos 45e · Mauro Matos (en) 93e | (1 - 0)      | 67e Ángel Berlanga (en) | Spectateurs : 18 458 Arbitrage : Benjamin Williams | Spectateurs : 18 458 Arbitrage : Benjamin Williams |
| 19 h 30 (UTC+0)  | Rapport                                     |              |                         | Spectateurs : 18 458 Arbitrage : Benjamin Williams | Spectateurs : 18 458 Arbitrage : Benjamin Williams |

### Match pour la troisième place
| 20 décembre 2014 | Cruz Azul FC                                                                         | 1 - 1             | Auckland City FC                                                                 | Stade de Marrakech, Marrakech                  |                                                |
| 16 h 30 (UTC+0)  | Joao Rojas 57e                                                                       | (0 - 1)           | 45e Ryan De Vries                                                                | Spectateurs : 38 345 Arbitrage : Pedro Proença | Spectateurs : 38 345 Arbitrage : Pedro Proença |
| 16 h 30 (UTC+0)  | Rapport                                                                              |                   |                                                                                  | Spectateurs : 38 345 Arbitrage : Pedro Proença | Spectateurs : 38 345 Arbitrage : Pedro Proença |
| 16 h 30 (UTC+0)  | Christian Giménez · Mauro Formica · Francisco Javier Rodríguez · Ismael Valadéz (en) | Tirs au but 2 - 4 | Tim Payne · John Irving · Darrent White · James Pritchett (en) · Sanni Issa (es) | Spectateurs : 38 345 Arbitrage : Pedro Proença | Spectateurs : 38 345 Arbitrage : Pedro Proença |

### Finale
| Finale                           | Real Madrid CF                     | 2 - 0   | CA San Lorenzo | Stade de Marrakech, Marrakech | |
| 20 décembre 2014 19 h 30 (UTC+0) | Sergio Ramos 37e · Gareth Bale 51e | (1 - 0) |                | Spectateurs : 38 345 Arbitrage : Walter Lopez (Principal) Leonel Leal (Assistant) Gerson López (Assistant) Noumandiez Doué (Quatrième) Songuifolo Yéo (Cinquième) | Spectateurs : 38 345 Arbitrage : Walter Lopez (Principal) Leonel Leal (Assistant) Gerson López (Assistant) Noumandiez Doué (Quatrième) Songuifolo Yéo (Cinquième) |
| 20 décembre 2014 19 h 30 (UTC+0) | Rapport                            |         |                | Spectateurs : 38 345 Arbitrage : Walter Lopez (Principal) Leonel Leal (Assistant) Gerson López (Assistant) Noumandiez Doué (Quatrième) Songuifolo Yéo (Cinquième) | Spectateurs : 38 345 Arbitrage : Walter Lopez (Principal) Leonel Leal (Assistant) Gerson López (Assistant) Noumandiez Doué (Quatrième) Songuifolo Yéo (Cinquième) |

| Real Madrid CF | CA San Lorenzo |

| G               | 1  | Iker Casillas     |   |     |     |
| D               | 15 | Dani Carvajal     | 0 | 30e | 73e |
| D               | 4  | Sergio Ramos      |   | 22e | 89e |
| D               | 3  | Pepe              |   |     |     |
| D               | 12 | Marcelo           |   | 44e |     |
| M               | 23 | Isco              |   |     |     |
| M               | 8  | Toni Kroos        |   |     |     |
| M               | 11 | Gareth Bale       |   |     |     |
| M               | 10 | James Rodríguez   |   |     |     |
| A               | 7  | Cristiano Ronaldo |   |     |     |
| A               | 9  | Karim Benzema     |   |     |     |
| Remplacements : |    |                   |   |     |     |
| D               | 2  | Raphaël Varane    |   | 89e |     |
| D               | 5  | Fábio Coentrão    |   | 44e |     |
| D               | 17 | Álvaro Arbeloa    |   | 73e |     |
| Entraîneur :    |    |                   |   |     |     |
| Carlo Ancelotti |    |                   |   |     |     |

| G               | 12 | Sebastián Torrico       |   |     |
| D               | 7  | Julio Buffarini         | 0 | 55e |
| D               | 14 | Walter Kannemann        |   | 85e |
| D               | 3  | Mario Yepes             |   | 61e |
| D               | 21 | Emmanuel Mas (en)       |   |     |
| M               | 20 | Néstor Ortigoza         |   | 12e |
| M               | 5  | Juan Mercier            |   |     |
| M               | 8  | Enzo Kalinski (en)      |   |     |
| M               | 30 | Gonzalo Verón           |   | 57e |
| M               | 11 | Pablo Barrientos        |   | 16e |
| A               | 9  | Martín Cauteruccio (en) |   | 68e |
| Remplacements : |    |                         |   |     |
| D               | 2  | Mauro Cetto             |   | 61e |
| M               | 10 | Leandro Romagnoli       |   | 57e |
| A               | 26 | Mauro Matos (en)        |   | 68e |
| Entraîneur :    |    |                         |   |     |
| Edgardo Bauza   |    |                         |   |     |

## Récompenses
| Rang | Club              | Pays             | Prime       |
| ---- | ----------------- | ---------------- | ----------- |
| 1    | Real Madrid CF    | Espagne          | 5 000 000 $ |
| 2    | CA San Lorenzo    | Argentine        | 4 000 000 $ |
| 3    | Auckland City FC  | Nouvelle-Zélande | 2 500 000 $ |
| 4    | Cruz Azul FC      | Mexique          | 2 000 000 $ |
| 5    | ES Sétif          | Algérie          | 1 500 000 $ |
| 6    | Western Sydney W. | Australie        | 1 000 000 $ |
| 7    | MA Tétouan        | Maroc            | 500 000 $   |

| Prix              | Lauréat           | Club             |
| ----------------- | ----------------- | ---------------- |
| Ballon d'or       | Sergio Ramos      | Real Madrid CF   |
| Ballon d'argent   | Cristiano Ronaldo | Real Madrid CF   |
| Ballon de bronze  | Ivan Vicelich     | Auckland City FC |
| Prix du fair-play | Real Madrid CF    | Real Madrid CF   |

## Classement des buteurs
| Rang | Joueur          | Club           | Buts |
| ---- | --------------- | -------------- | ---- |
| 1    | Gerardo Torrado | Cruz Azul FC   | 2    |
| 1    | Gareth Bale     | Real Madrid CF | 2    |
| 1    | Sergio Ramos    | Real Madrid CF | 2    |

| Joueurs ayant inscrit un but | Joueurs ayant inscrit un but | Joueurs ayant inscrit un but | Joueurs ayant inscrit un but |
| ---------------------------- | ---------------------------- | ---------------------------- | ---------------------------- |
| 4                            | Ángel Berlanga (en)          | Auckland City FC             | 1                            |
| 4                            | Ryan De Vries                | Auckland City FC             | 1                            |
| 4                            | John Irving                  | Auckland City FC             | 1                            |
| 4                            | Mariano Pavone               | Cruz Azul FC                 | 1                            |
| 4                            | Joao Rojas                   | Cruz Azul FC                 | 1                            |
| 4                            | Karim Benzema                | Real Madrid CF               | 1                            |
| 4                            | Isco                         | Real Madrid CF               | 1                            |
| 4                            | Pablo Barrientos             | CA San Lorenzo               | 1                            |
| 4                            | Mauro Matos (en)             | CA San Lorenzo               | 1                            |
| 4                            | Abdelmalek Ziaya             | ES Sétif                     | 1                            |
| 4                            | Romeo Castelen               | Western Sydney W.            | 1                            |
| 4                            | Iacopo La Rocca              | Western Sydney W.            | 1                            |
| 4                            | Vitor Saba (en)              | Western Sydney W.            | 1                            |